# لوكا لوتشيانو
لوكا لوتشيانو (بالإيطالية: Luca Luciano)‏ هو ملحن إيطالي، ولد في 12 أغسطس 1975.

## وصلات خارجية
- لوكا لوتشيانو على موقع ميوزك برينز (الإنجليزية)
- لوكا لوتشيانو على موقع أول ميوزيك (الإنجليزية)